# Nicolas Gavory
Nicolas Gavory (* 16. Februar 1995 in Beauvais) ist ein französischer Fußballspieler. Der linke Verteidiger steht bei der KAS Eupen unter Vertrag.

## Karriere
In seiner Jugend spielte Gavory zunächst beim AS Beauvais Oise, später beim CO Beauvais in seinem Geburtsort. In der Jugend des AJ Auxerre spielte er ab einem Alter von 13 Jahren. Nach einem Jahr in der Reservemannschaft, in dem er schon zwei Spiele mit der ersten Mannschaft bestritt, erhielt Gavory dort im Alter von 18 Jahren auch seinen ersten Profivertrag in der Saison 2013/14 – das war für Auxerre die zweite Saison nach dem Abstieg in der Ligue 2.
Nach sieben Spielen zu Saisonanfang wurde er nicht mehr beim jeweiligen Spieltagskader berücksichtigt. Erst beim vorletzten Spiel der nächsten Saison 2014/15 stand er noch einmal auf dem Platz. Zur Saison 2015/16 wechselte Gavory zu Avenir Sportif Béziers in der National (D3), der dritthöchsten französischen Spielklasse. Dort entwickelte sich Gavory zum Stammspieler.
Nach zwei Jahren wechselte er zur Saison 2017/18 zum Clermont Foot in die Ligue 2, der zweithöchsten Spielklasse. Auch dort war er wieder Stammspieler.
Zur nächsten Saison unterschrieb Gavory einen Vertrag beim niederländischen Verein FC Utrecht in der Eredivisie mit einer Laufzeit von drei Jahren.
Nach einem Jahr wechselte er weiter nach Belgien zu Standard Lüttich in die Division 1A. Insgesamt bestritt er 77 Ligaspiele für Standard mit zwei Torerfolgen, vier Pokalspiele und 15 Europapokal-Spiele mit einem Tor. Anfang Januar 2022 wechselte er zum deutschen Zweitligisten Fortuna Düsseldorf, wo er einen Vertrag bis zum Ende der Saison 2025 unterschrieb. Danach verließ er den Verein.
Im Juli 2025 wechselte er zum belgischen Zweitligisten KAS Eupen.

## Nationalmannschaft
Für die französische U-16-Nationalmannschaft stand Gavory bei einem Freundschaftsspiel auf dem Platz; ebenso bei zwei Freundschaftsspielen für die U-17-Nationalmannschaft. Sein bisher letztes Länderspiel hatte er am 12. Oktober 2013 für die U-19-Nationalmannschaft bei einem Qualifikationsspiel zur U19-Europameisterschaft.